# François V. de La Rochefoucauld

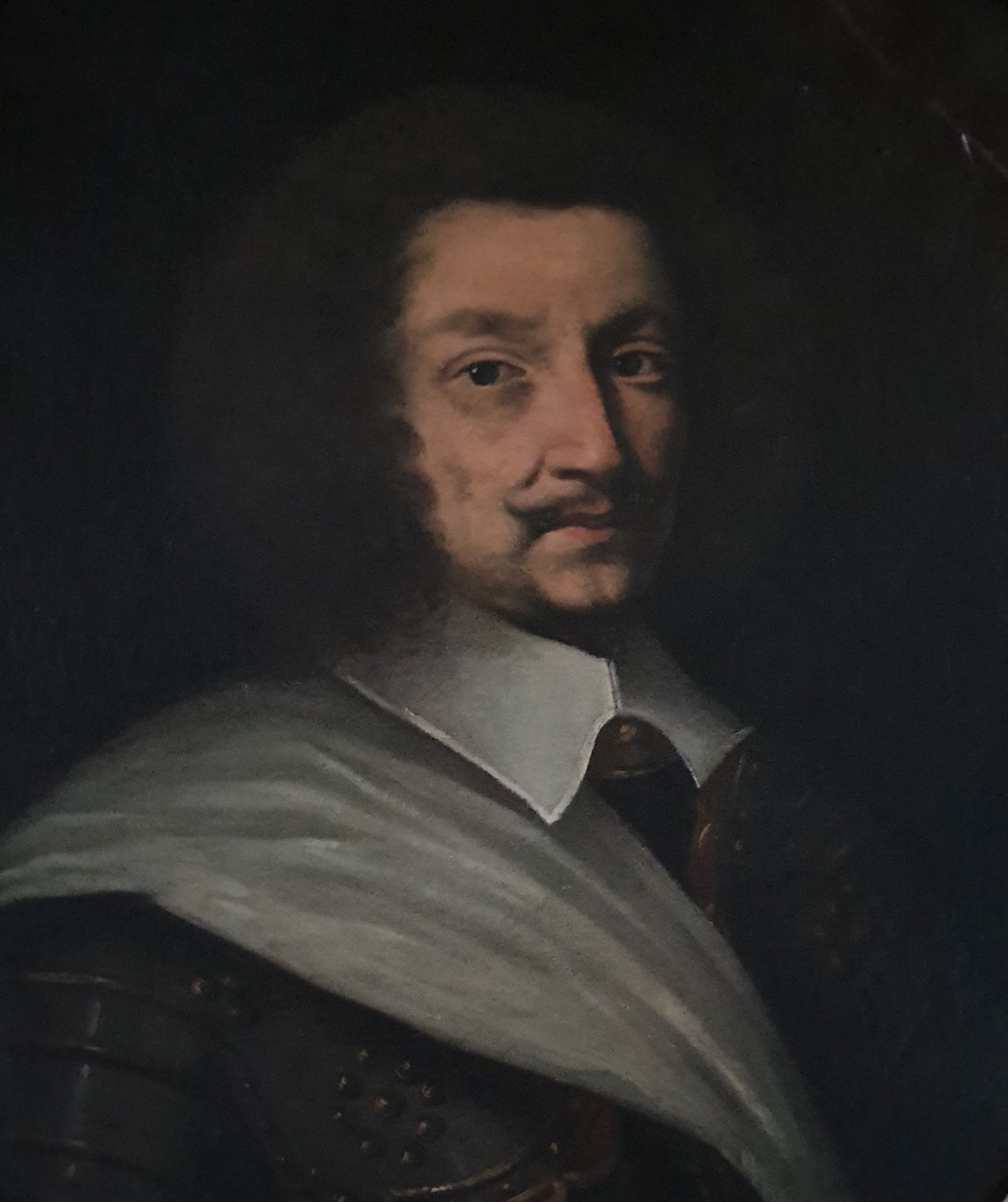
Porträt von François V. de La Rochefoucauld, anonym, 17. Jahrhundert

François V. de La Rochefoucauld (* 5. September 1588 auf Schloss La Rochefoucauld; † 8. Februar 1650 ebenda) war der erste Herzog von La Rochefoucauld. Er ist der Vater von François VI. de La Rochefoucauld.

## Leben
Er war der älteste Sohn von François IV. de La Rochefoucauld und Claude de Madaillan, Baronne d’Estissac. Mit dem Tod seines Vaters 1591 wurde er Comte de La Rochefoucauld und 4. Prince de Marsillac, Seigneur de Barbezieux, de Montguyon et de Montendre. Im Gegensatz zu seinen protestantischen Vorfahren trat er bereits in jungen Jahren zum Katholizismus über.
Am 14. Mai 1610 nahm er an der Krönung von Maria de’ Medici zur Königin von Frankreich teil, die einen Tag vor der Ermordung ihres Ehemanns stattfand. Im gleichen Jahr kaufte er das prestigeträchtige Amt des Maître de la Garde-Robe du Roi des jungen Königs Ludwig XIII. Dieses Amt blieb bis zur Revolution in der Familie.
1614 wurde er zum Lieutenant-général im Gouvernement du Poitou ernannt. Am 29. Dezember 1615 empfing er den König nach dessen Hochzeit mit Anna von Österreich in Bordeaux im Schloss La Rochefoucauld. Für dieses Ereignis hatte er den noch bestehenden mittelalterlichen Teil des Schlosses abreißen, den Schlosshof zum Ort hin öffnen und ein neues Eingangstor bauen lassen.
Am 31. Dezember 1619 wurde er in den Orden vom Heiligen Geist aufgenommen, 1621 zum Maréchal de camp befördert. Er trug zum Sieg der königlichen Truppen über Benjamin de Rohan bei, den militärischen Anführer der Hugenotten, was ihm an Stelle von dessen Bruder Henri II. de Rohan am 14. Januar 1622 das Amt des Gouverneurs des Poitou einbrachte. Am 4. April 1622 wurde er als Anerkennung für seine Verdienste zum Herzog von La Rochefoucauld und Pair von Frankreich erhoben. Die Erhebung wurde am 4. September 1631 vom Parlement registriert. Den zugehörigen Eid leistete er vor dem Parlement am 24. Juli 1637.
1626, nach der Niederlage der Hugenotten und dem Friedensvertrag, konnte La Rochefoucauld den Dienst in der Armee quittieren und sich an den königlichen Hof begeben. Im gleichen Jahr erlangte er Kenntnis von der Chalais-Verschwörung gegen Richelieu, was ihn aber nicht beunruhigte. Er kehrte an der Seite des Kardinals zur Armee zurück und nahm an der Belagerung von La Rochelle (1627–1628) teil, wurde dann aber wegen seines Wissens um die Chalais-Verschwörung auf seine Lehen in der Charente verbannt.
Er starb in seinem Schloss La Rochefoucauld am 8. Februar 1650.

### Ehe und Nachkommen
Mit Ehevertrag vom 1. März 1611 heiratete er Gabrielle du Plessis-Liancourt († 1672), Tochter von Charles du Plessis, Seigneur de Liancourt, Lieutenant général des armées du roi, Prévôt de Paris, und Antoinette de Pons, Marquise de Guercheville. Ihre Kinder sind:
- François VI. (* 15. September 1613 in Paris; † 17. März 1680 ebenda) 1650 2. Duc de La Rochefoucauld, Pair de France, 5. Prince de Marsillac, Baron de Verteuil, de Montignac et de Cahuzac; ⚭ (Ehevertrag vom 20. Januar 1628) Andrée de Vivonne († 1670), Tochter von André de Vivonne, Baron de La Chataigneraye, Seigneur de La Béraudière, und Marie-Antoinette de Loménie
- Louis, Priester, genannt Abbé de Marsillac (* 23. Dezember 1615 in Poitiers; †  5. Dezember 1654 auf Château de Verteuil) Abt von Saint-Jean-d’Angély, 1650 Bischof von Lectoure
- Marie Elisabeth (* 10. August 1617; † 22. Oktober 1698), 1653 Äbtissin von Saint Sauveur d'Évreux
- Catherine (* 25. Oktober 1619; † 7. Januar 1710), Äbtissin von Charenton, dann von Le Paraclet 1675 bis 1705
- Marie Catherine (* 16. Februar 1622; † 7. März 1698 auf Schloss Liancourt); ⚭ 27. Mai 1638 Louis Roger Brûlart de Sillery, Marquis de Puisieux, Mestre de camp d'infanterie, Gouverneur von Damvillers, dann von Epernay (* 1619; † 19. März 1691 auf Schloss Liancourt)
- Antoinette Jeanne (* 20. März 1623; † 1647)
- Gabrielle Marie (* 11. Dezember 1624[1]; † 23. November 1693), Äbtissin von Le Paraclet 1646 bis 1675, 1684 Äbtissin von Notre-Dame de Soissons
- Anne Françoise (* 20. April 1626; † 1685), Koadjutorin von  Saint Sauveur d'Évreux
- Hilaire Charles (* 14. Juni 1628; † 1651) Ritter, dann Kanzler des Malteserordens
- Louise (* 19. Januar 1630; † 1651), Nonne in  Saint Sauveur d'Evreux
- Aimery (* 13. Mai 1633; † wohl 1638)
- Henri (* 27. Juli 1634; † 16. Dezember 1708 in Versailles), Priester, Abt von La Chaise-Dieu, 1698 Abt von Fontfroide